# Jan Astriab
Jan Astriab (ur. 14 września 1937 w Smerekowcu, zm. 29 marca 2005 w Poznaniu) – polski kompozytor i pedagog.

## Życiorys
Dyplom kompozytora uzyskał w klasie Stefana Bolesława Poradowskiego w Państwowej Wyższej Szkole Muzycznej w Poznaniu (1963). Warsztat kompozytorski doskonalił w Eastman School of Music w Rochester w stanie Nowy Jork (1973-74): Warren Benson (kompozycja i instrumentacja), Rayburn Wright (muzyka jazzowa).
Od 1963 roku prowadził wykłady z zasad kompozycji, kontrapunktu i instrumentacji w poznańskiej Akademii Muzycznej i jej filii w Szczecinie, od 1989 jako profesor nadzwyczajny, od 1992 profesor zwyczajny. Współpracował także z Wyższą Szkołą Pedagogiczną w Słupsku. W poznańskiej Uczelni pełnił odpowiedzialne funkcje organizacyjne: prorektora do spraw artystyczno-naukowych (1987-90) i trzykrotnie dziekana Wydziału Kompozycji, Dyrygentury i Teorii Muzyki. Od 1993 roku kierował Zespołem Badań Naukowych, a od 1996 - Katedrą Kompozycji i Teorii Muzyki. Tytuł profesora nadzwyczajnego uzyskał w roku 1989, zwyczajnego - w 1992.
Jego twórczość muzyczna jest znana, ceniona i wykonywana w kraju, jak również i za granicą: w Armenii, na Litwie, w Niemczech, Rosji, Szwecji, na Węgrzech i w Stanach Zjednoczonych. Styl kompozytorski Jana Astriaba jest twórczą syntezą tradycji i współczesnych środków kompozytorskich. Najistotniejszą rolę odgrywa w nim kolorystyka brzmieniowa związana z indywidualną harmonią oraz wszechstronnym wykorzystaniem możliwości instrumentów muzycznych. Utwory jego charakteryzuje głęboki emocjonalizm i kondensacja wyrazu.
Jan Astriab był wielkim propagatorem polskiej muzyki współczesnej. Uczestniczył w pracach organizacyjnych i artystycznych licznych koncertów kompozytorskich oraz festiwali (m.in. Warszawska Jesień, Poznańska Wiosna Muzyczna).

## Odznaczenia, nagrody i wyróżnienia
- Wyróżnienie na Konkursie Młodych Związku Kompozytorów Polskich za Dwie wokalizy na sopran i 12 instrumentów (1964),
- III nagroda na Konkursie Kompozytorskim im. Karola Szymanowskiego za Diphthong II na orkiestrę symfoniczną (1974),
- Nagroda Ministra Kultury i Sztuki I stopnia (1981),
- Nagroda Artystyczna miasta Poznania (1984),
- Złoty Krzyż Zasługi (1984),
- Krzyż Kawalerski Orderu Odrodzenia Polski (1995).

## Kompozycje
- Metamorfozy, rok powstania 1956; wydano drukiem: Kraków: Polskie Wydawnictwo Muzyczne, 1973;
- Sonata na altówkę i fortepian, 1957; Kraków : Polskie Wydawnictwo Muzyczne, 1980;
- Dwie wokalizy na sopran i 12 instrumentów, 1964;
- Dwa preludia, 1965;
- Cztery pieśni na sopran i fortepian, sł. T. Różewicz, 1966;
- Koncert podwójny na flet, klarnet, smyczki i perkusję (l wersja 1967, II wersja 1974); Poznań : Wydawnictwo Akademii Muzycznej im. I.J. Paderewskiego, 2003 (cop.);
- Oktet na instrumenty dęte, 1971;
- Sonores, 1972;
- Dopowiedzenia na sopran i cztery instrumenty, sł. T. Mieszkowski, 1973; Warszawa : Agencja Autorska, 1979;
- Elegia, 1973;
- Dyphthong /, 1973;
- Dyphthong //, 1974; Kraków: Polskie Wydawnictwo Muzyczne, 1980;
- Frazy na fortepian i klawesyn, 1975; Warszawa : Wydawnictwo Muzyczne Agencji Autorskiej, 1977;
- Dimorphoses na siedem instrumentów, 1976;
- Koncert skrzypcowy, l980; Kraków : Polskie Wydawnictwo Muzyczne, 1987;
- Ślepcy, opera kameralna według dramatu M. Maeterlincka pod tym samym tytułem, 1980-81; ["Ślepcy" w Poznaniu, Janusz Cegiełła, "Teatr" 1984 nr 5];
- Cztery utwory charakterystyczne na orkiestrę smyczkową, 1985; Kraków : Polskie Wydawnictwo Muzyczne, 1993;
- 3 liryki polskie na baryton solo, recytatora, chór i orkiestrę symfoniczną, sł. K. Iłłakowiczówna, B. Leśmian, K.K. Baczyński, 1985;
- Uwertura, 1985;
- Ikar, 1986;
- Sonata 3 planet, 1992; Poznań : Wydawnictwo Akademii Muzycznej, Ars Nova, 2000; [W poszukiwaniu duchowego wymiaru "Sonaty trzech planet", Janina Tatarska [w:] Polska kultura muzyczna w XX wieku. Poznań 2001];
- Elegia na trzy instrumenty (flet, wiolonczela, fortepian), 1993;
- Muzyka na letni wieczór, 1996;
- Symfonia kameralna, 1998.

## Publikacje naukowe
- Nad „V Symfonią” Franciszka Schuberta [w:] Zeszyty Naukowe nr 2, Akademia Muzyczna im. I.J. Paderewskiego w Poznaniu. Poznań 1982,
- System centrowy Aleksandra Skriabina [ w:] Materiały z Sesji Naukowej „ W kręgu rosyjskiej muzyki fortepianowej” : 5-6 kwietnia 1993. Zeszyty Naukowe nr 5, Akademia Muzyczna im. I.J. Paderewskiego w Poznaniu. Poznań 1994,
- Z dziejów kultury muzycznej Poznania; pod red. Jana Astriaba i Włodzimerza Kaczochy. Poznań 1996,
- Biografia twórcza i pedagogiczna Stefana Bolesława Poradowskiego [w:] Z dziejów kultury muzycznej Poznania ; pod red. Jana Astriaba i Włodzimerza Kaczochy. Poznań 1996,
- Witold Lutosławski: człowiek i dzieło w perspektywie kultury muzycznej XX wieku; pod red. Jana Astriaba, Macieja Jabłońskiego i Jana Stęszewskiego. Poznań 1999,
- Homines, Ars et Scientia : pr. zb. dedykowana Akademii Muzycznej im. I.J. Paderewskiego w Poznaniu z okazji Jej osiemdziesięciolecia (1920-2000) ; pod. red. Jana Astriaba, A.M. Kempińskiego, H. Kostrzewskiej. Poznań 2000,
- Wokół "Sonaty 3 planet" Jana Astriaba - esej autorski [w:] Homines, Ars et Scientia : pr. zb. dedykowana Akademii Muzycznej im. I.J. Paderewskiego w Poznaniu z okazji Jej osiemdziesięciolecia (1920-2000) ; pod. red. Jana Astriaba, A.M. Kempińskiego, H. Kostrzewskiej. Poznań 2000.